# اسپاگتی با صدف
اسپاگتی آل فونگوله ( تلفظ [spaˈɡetti alle ˈvoŋɡole] می شودتلفظ [spaˈɡetti alle ˈvoŋɡole] ، ایتالیایی به معنای « اسپاگتی با صدف »، غذایی است که در سراسر ایتالیا بسیار محبوب است، به ویژه در کامپانیا و یکی از غذاهای سنتی ناپل است.

## انواع صدف
در تهیه این خوراک در ایتالیا از صدف های فرشی شیاردار  (vongola verace ) ، یا صدف پوسته گوه ای کوچک مدیترانه ای ( Donax trunculus )، که به نام تلینا (Tellina)  یا "صدف لوبیا" نیز شناخته می شود، استفاده می شود. هر دو نوع صدف در مناطق لیگوریا و توسکانی به نام  آرسل نیز نامیده می شوند.  در آمریکا ممکن است به جای آنها از صدف های کوچک گیلاسی استفاده شود. 

## آماده سازی
ایتالیایی‌ها این غذا را به دو صورت تهیه می‌کنند: به صورت بیانکو (سفید) ، یعنی با روغن، سیر، جعفری و گاهی پاشیدن شراب سفید. و بصورت روسو ( قرمز) ، مانند سابق اما با گوجه فرنگی و ریحان تازه. افزودن گوجه فرنگی در جنوب ایتالیا شایعتر است. به طور سنتی، صدفهای دوکفه ای به سرعت در روغن زیتون داغ که مقدار زیادی سیر به آن اضافه شده است، پخته می شوند. صدف های زنده در طول پخت و پز باز می شوند و مایعی آزاد می کنند که به عنوان عامل طعم دهنده اولیه عمل می کند.  سپس صدف ها را به ماکارونی سفت (اسپاگتی، لینگوئین یا ورمیشل)، همراه با نمک، فلفل سیاه (یا فلفل قرمز) و یک مشت جعفری ریز خرد شده اضافه می کنند.

## گونه های منطقه ای
در منطقه لیگوریا ایتالیا، در شرق جنوا، اسپاگتی آل فونگوله (وراسی) به معنای اسپاگتی همراه با بچه صدف‌های کوچک در پوسته، که اندازه آنها نباید از ناخن شست بزرگتر باشد، همراه با سس شراب سفید/سیر می باشد .  همچنین گاه ممکن است برای پاستا از لینگوین به جای اسپاگتی استفاده شود.
در روشهای پخت ایتالیایی-آمریکایی گاهی اوقات از خامه نیز در این غذا استفاده می شود، اما در منطقه خاستگاه این غذا، این کار بسیار نامتعارف و نابجا تلقی می شود. گیلیان رایلی خامه را با روح آشپزی ایتالیایی بیگانه می‌داند و می‌گوید: «شیوه‌ای که خامه طعم و بافت را از بین می‌برد، با طعم لطیف و قوام پاستا مناسب نیست» . 
در آمریکا گاهی اوقات پنیر به این غذا اضافه می شود، اگرچه ایتالیایی ها معتقدند که طعم ساده صدف ها و روغن زیتون با کیفیت را تحت تأثیر قرار می دهد. 

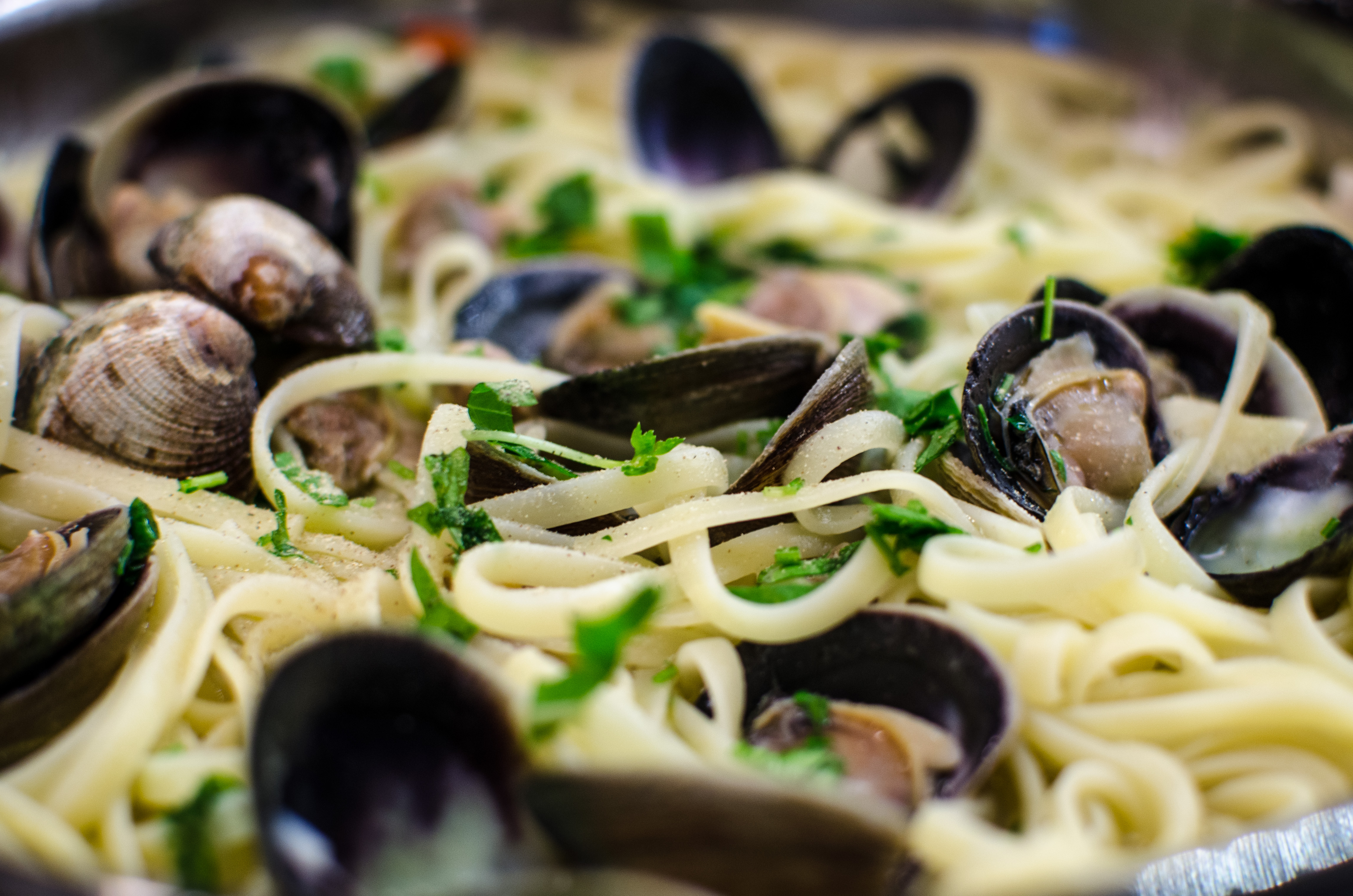
لینگوئینی با صدف

## همچنین ببینید
- لیست غذاهای ایتالیایی
- لیست غذاهای پاستا

## لینک های خارجی
- اسپاگتی با صدف در زیر پروژه کتاب آشپزی ویکی کتاب
- پرونده‌های رسانه‌ای مربوط به Vongole (pasta) در ویکی‌انبار

الگو:Pasta dishes